# Lista dos blocos do carnaval de Salvador

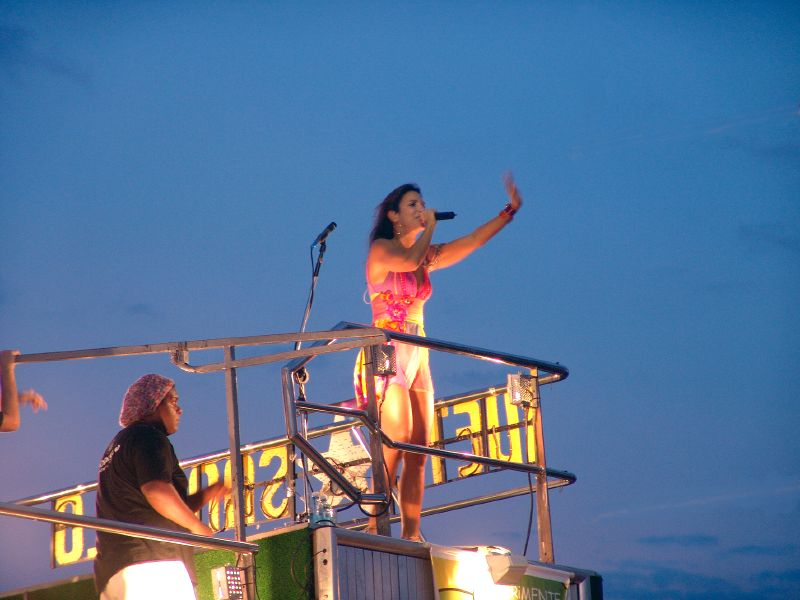
Ivete Sangalo no trio elétrico

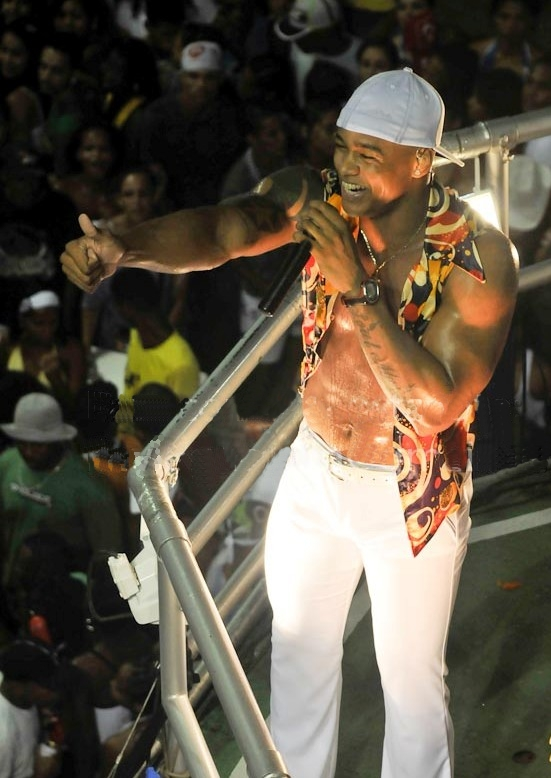
Banda Parangolé

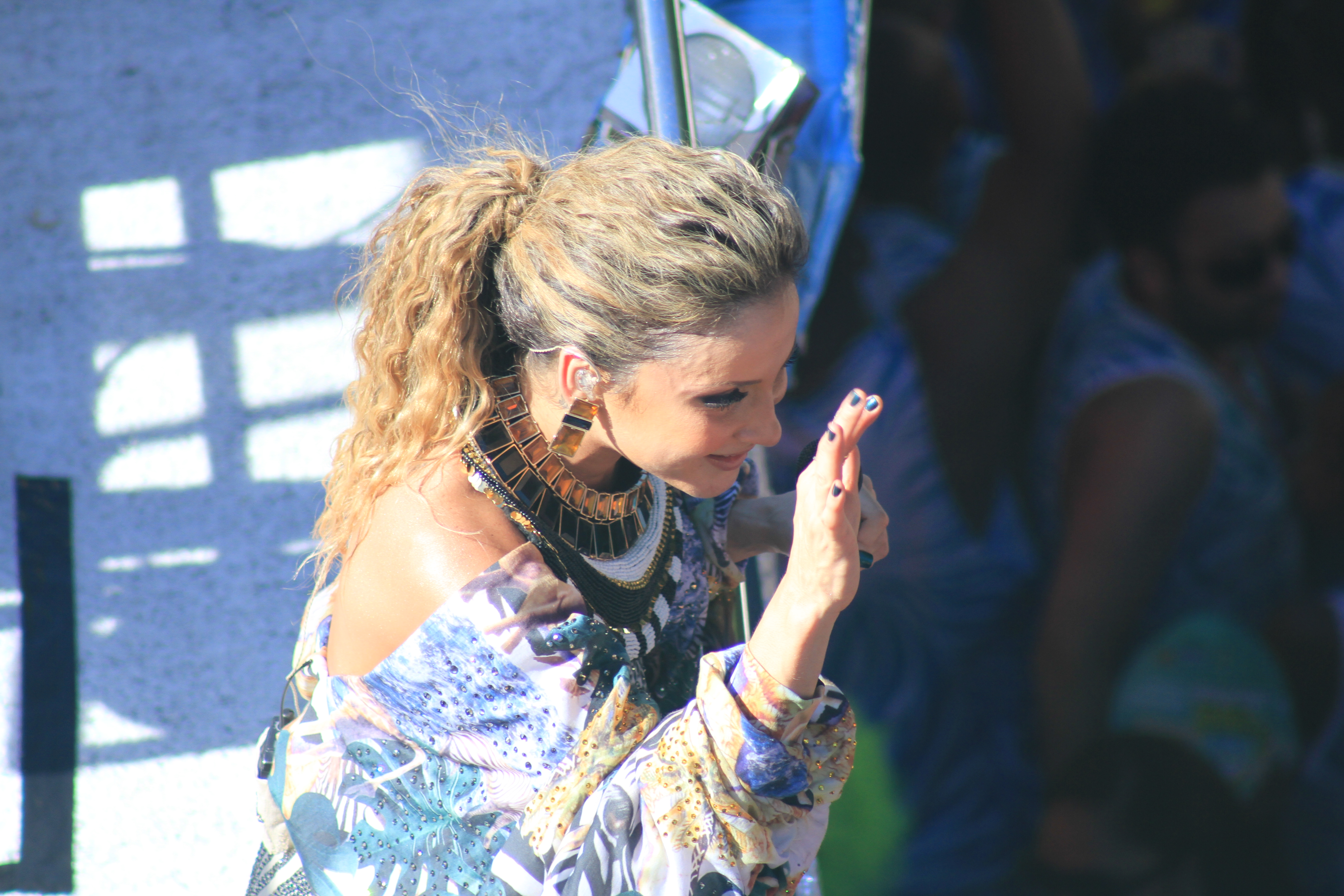
Claudia Leitte no trio elétrico no Carnaval de Salvador

Esta é uma lista dos blocos do carnaval de Salvador.
- Nana Banana — bloco comandado por Bell Marques[quando?]
- Coruja — bloco comandado por Ivete Sangalo[quando?]
- Camaleão — bloco comandado por Bell Marques[quando?]
- Vumbora?! — bloco comandado por Bell Marques[quando?]
- Bloco Eva — bloco comandado por Banda Eva[quando?]
- Bloco Papa — bloco comandado por Babado Novo[quando?]
- Balada — bloco comandado por Tuca Fernandes[quando?]
- Bloco Timbalada — bloco comandado por Timbalada[quando?]
- Crocodilo — bloco comandado por Daniela Mercury[quando?]
- Banana Coral D+ — bloco comandado por Oito7Nove4[quando?]
- Nuoutro — bloco comandado por Banda Eva e Psirico[quando?]
- Inter — bloco comandado por Psirico[quando?]
- Bloco Cheiro — bloco comandado por Cheiro de Amor[quando?]
- Bloco Olodum — bloco comandado por Olodum[quando?]
- Praieiro — bloco comandado por Jammil e Uma Noites[quando?]
- AfroPop — bloco comandado por Margareth Menezes[quando?]
- Ara Ketu — bloco comandado por Ara Ketu[quando?]
- Happy — bloco comandado por Tio Paulinho e Selva Branca[quando?]
- Aviões Elétrico — bloco comandado por Aviões do Forró[quando?]
- Bloco Blowout — bloco comandado por Claudia Leitte[quando?]
- Yes Bahia Club — bloco comandado por 5%[quando?]
- Cortejo Afro — bloco comandado por Banda Cortejo Afro[quando?]
- Pra Ficar — bloco comandado por [quando?]
- Bloco Largadinho — bloco comandado por Claudia Leitte[quando?]
- Algodão Doce — bloco comandado por Carla Perez[quando?]
- Cerveja & Cia — bloco comandado por Ivete Sangalo[quando?]
- Bloco Harém — bloco comandado por Alexandre Peixe[quando?]
- Bloco Pirraça — bloco comandado por Matheus e Kauan[quando?]
- Me Abraça — bloco comandado por Durval Lelys[quando?]
- Me Ama — bloco comandado por André Lelys[quando?]
- Coco Bambu — bloco comandado por Durval Lelys[quando?]
- Baby — bloco comandado por [quando?]
- Fissura — bloco comandado por Timbalada e Tomate[quando?]
- Meu e Seu — bloco comandado por Harmonia do Samba[quando?]
- As Muquiranas — bloco comandado por Léo Santana, Psirico e Parangolé[quando?]
- Traz a Massa — bloco comandado por Parangolé, Fantasmão, Black Style[quando?]
- Pinel — bloco comandado por Psirico e Bailão do Robyssão[quando?]
- Dinamite — bloco comandado por Gilmelândia[quando?]